# Assunta Scutto
Assunta Scutto, född 17 januari 2002, är en italiensk judoutövare. Hon tävlar i 48 kg-klassen.

## Karriär

### 2018–2021
Scutto tävlar i 48 kg-klassen. I juni 2018 vid ungdoms-EM i Sarajevo tog hon silver efter en finalförlust mot ryska Irena Chubulova. I juni 2019 tog Scutto guld vid ungdoms-EM i Warszawa efter att ha besegrat portugisiska Raquel Brito i finalen. I september 2019 tog hon brons vid ungdoms-VM i Almaty.
I september 2021 tog Scutto brons vid junior-EM i Luxemburg. Följande månad tog hon guld vid junior-VM i Olbia efter att ha besegrat ryska Irena Chubulova i finalen. I november 2021 tog Scutto sitt första guld på seniornivå vid Grand Slam i Abu Dhabi efter att ha besegrat franska Shirine Boukli i finalen.

### 2022–2023
I augusti 2022 tog Scutto silver vid junior-VM i Guayaquil efter en finalförlust mot japanska Hikari Yoshioka. I oktober 2022 tog hon brons vid VM i Tasjkent efter att ha besegrat spanska Julia Figueroa i bronsmatchen. I december 2022 tog Scutto även brons vid World Masters i Jerusalem.
I maj 2023 tog Scutto sitt andra VM-brons vid VM i Doha.